# Lewisville (Arkansas)
Lewisville è una località degli Stati Uniti d'America, capoluogo della contea di Lafayette, nello Stato dell'Arkansas.